# Ladrones (película)
Ladrones es una película española dirigida por Jaime Marqués.

## Argumento
Álex (Juan José Ballesta) es un joven que ha pasado toda su niñez en un orfanato. Uno de los legados que le dejó su madre, Ana, antes de dejarlo allí es el robo. Cuando sale del orfanato, comienza a buscar a su madre y a trabajar como peluquero, pero dimite porque lo acusan de ladrón, ya que esa acusación era cierta. Esa es la primera vez que roba después de salir del orfanato. Un día, estaba en un supermercado y vio que una chica intentó robar un CD, pero sin suerte. Él se lo sacó del bolsillo antes de que los vigilantes de seguridad la atraparan, salvándola de ser acusada de ladrona. Así es como conoce a Sara (María Valverde). Ella pasa a ser su compañera ladrona. Un día robaron una cartera por encargo y les pillaron. A Álex le ofrecieron un trato: dejar a Sara a cambio de que hagan la vista gorda, pero Álex no acepta.
Lo que empezó siendo una simple relación profesional, acabó convirtiéndose en amor, así que va a buscarla a su casa. Allí, Sara lo rechaza, pero Álex insiste y entra a la fuerza. Pero a ella no la importa en absoluto, al contrario. Ellos se acuestan esa noche. Por fin, después de mucho buscarla y de meterse en muchos líos por encontrarla, consigue ver a Ana, su madre, quien trabaja como prostituta en un bar de alterne. Álex no puede soportar lo que acaba de ver y empieza a recorrer el camino de la autodestrucción: empieza a robar sin tomar precauciones, incendia la tienda de antigüedades de quien fuera su jefe y posiblemente sea el chulo de su madre y rompe con Sara para no arrastrarla a la destrucción con él a pesar de que ella le propone seguir colaborando con él. Instantes después es apuñalado por otro de los ladrones que se la tenía jurada por meterse en su territorio. Él sabe que va a morir pero igual no le importa y no hace nada para pedir ayuda, al contrario, sube a un vagón de metro y allí muere.

## Premios
- Premio especial del Jurado en el Festival de cine de Málaga (2007)

## Reparto
| Intérprete         | Personaje             |
| ------------------ | --------------------- |
| Juan José Ballesta | Ladrón                |
| María Valverde     | Ladrona               |
| Patrick Bauchau    | Anticuario            |
| Carlos Kaniowsky   | Dueño Peluquería      |
| Christian Sampedro | Ayudante Peluquería   |
| Álex Cansinos      | Ladrón niño           |
| María Ballesteros  | Madre Ladrón          |
| Erik Probanza      | Novio Ladrona         |
| Cristina de Inza   | Madre Ladrona         |
| Cristóbal Pinto    | Portero               |
| Manuel Andrés      | Cliente Peluquería    |
| Silvia García      | Mujer policía         |
| Eduardo Velasco    | Comisario             |
| Mikel Tello        | Víctima Hotel         |
| Txema Sandoval     | Policía Secreta Metro |
| Lucas Fuica        |                       |

- Datos: Q3215975